# Samuel Cohen
Samuel Cohen (en hebreo: שמואל כהן‎); (Ungheni, Imperio ruso, 1870 - Rishon LeZion, 28 de marzo de 1940); compuso la música para el himno nacional de Israel, "Hatikva" - "La esperanza".

## Biografía
Samuel (Shmuel) Cohen nació en un pequeño pueblo cerca de Ungheni (Moldavia), en ese entonces parte del Imperio ruso. Motivado por una ola creciente de antisemitismo y terrorismo patrocinado por el estado ruso (pogroms), Cohen emigró a Eretz Israel en 1887, que en ese momento era parte del Imperio otomano. Se instaló en Rishon LeZion ("El primero en Sión") como parte del movimiento Hovevei Sión ("Amantes de Sión"). Rishon LeZion se estableció en 1882 como una comuna agrícola judía en tierras desérticas compradas a los hermanos Musa y Mustafa el Dagani.
En Rishon LeZion, Cohen se casó con Minya Papirmeister y se ganó la vida como vinicultor. Cohen fue un consumado violinista local. Se le dio el apodo de "Stempenu", en honor al famoso violinista ficticio klezmer creado por el humorista y folclorista judío Shalom Aleichem en su libro del mismo nombre. En 1938, cuando Cohen escribió su autobiografía, la tituló Stempenu.
Cohen fue uno de los fundadores en 1889 del primer Keren Kayemet en Rishon LeZion. Es anterior al Keren Kayemet Le Yisrael nacional (Fondo Nacional Judío para Israel).
Cohen regresó a Moldavia, donde estableció una escuela de niñas en los primeros años del siglo XX. La escuela no tuvo éxito. Regresó a Rishon LeZion, empleándose como enólogo y estableciéndose permanentemente para criar a su única hija, Ida.
Cohen participó activamente en los primeros esfuerzos de asentamientos judíos en Eretz, Israel. Ayudó a fundar la ciudad de Rehovot. El esfuerzo fue único en el sentido de que no involucró el apoyo financiero del Barón Edmond James de Rothschild. Filosóficamente se unió a otros que trabajaban por la Redención de la Antigua Tierra de Israel.

Letra del Himno Nacional

## HaTikva
El poema de Naftali Herz Imber, "Tikvatenu" ("Nuestra esperanza"), publicado en 1886, conmovió a los judíos de todas partes, especialmente a los que vivían bajo la opresión antisemita. El hermano de Cohen había emigrado en 1883 y se estableció en Yesud HaMa'ala, la primera comunidad judía moderna y moshava en el valle de Hula. Envió una copia del poema de Imber a Cohen en Moldavia.
Imber vivió en Ertez Israel durante seis años, donde su poema fue recibido con entusiasmo por los agricultores de los asentamientos judíos. Cohen observando la respuesta emocional de los judíos locales al poema de Imber, uso su habilidad musical para poner música al poema, basado en una canción popular moldava/rumana, "Carul cu boi" ("La carreta de bueyes "). El catalizador de la adaptación musical de Cohen facilitó la difusión entusiasta del poema de Imber entre las comunidades sionistas de Eretz Israel. En unos pocos años, se extendió globalmente a las comunidades y organizaciones pro-sionistas, convirtiéndose en el himno sionista no oficial. En 1933, en el 18º Congreso Sionista en Praga, fue adoptado formalmente y rebautizado como "Hatikva" ("La Esperanza").
El HaTikva caló ampliamente en la cultura popular judía, promovida por célebres cantantes como el estadounidense Al Jolson.
Hatikvah se cantaba incluso fuera de las cámaras de gas. El ejército británico hizo la grabación más famosa del Hatikva, cuando la cantaron los supervivientes del campo de concentración de Bergen Belsen. Los sobrevivientes del Holocausto a bordo del famoso barco de rescate estadounidense, SS Exodus, cantaron el Hatikva mientras llegaba al puerto de Haifa. Los británicos arrestaron a los sobrevivientes del Holocausto y los devolvieron a Alemania para que fueran reingresados en campos de refugiados.
Las autoridades del Mandato Británico prohibieron el canto o la transmisión musical del Hatikva, ya que se consideraba provocativo. Una pieza similar, The Moldau de Smetana, con sus estribillos musicales que recuerdan la composición Hatikva de Cohen, fue sustituida por los medios de difusión por las comunidades sionistas en Ertez Israel. El 14 de mayo de 1948, se tocó Hatikva al final de la ceremonia de la Declaración de Independencia de Israel. En noviembre de 2004, el Hatikvah de Imber-Cohen fue adoptado formalmente a través de la "Ley de la Bandera, el Escudo de Armas y el Himno Nacional" de Israel.

## Muerte

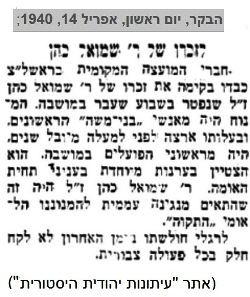
Obituario de Reb. Shmuel Cohen

Cohen murió el 28 de marzo de 1940. Fue enterrado en el (antiguo) cementerio Rishon LeZion. En 2020, después de años de abandono, la Sociedad Judía Estadounidense para la Preservación Histórica restauró las tumbas de Cohen y su esposa Mina por acuerdo con Rishon LeZion para reflejar el estilo de entierro histórico original. Se añadió una escultura en forma de llama con un Magen David emergiendo del medio. Una clave musical está adherida a la estrella. La escultura fue creada por el escultor israelí Sam Philipe, quien construyó la llama con fragmentos de metal de cohetes Qassam disparados contra Israel desde la Franja de Gaza. El elemento esculpido es titulado "La llama del Hatikva".

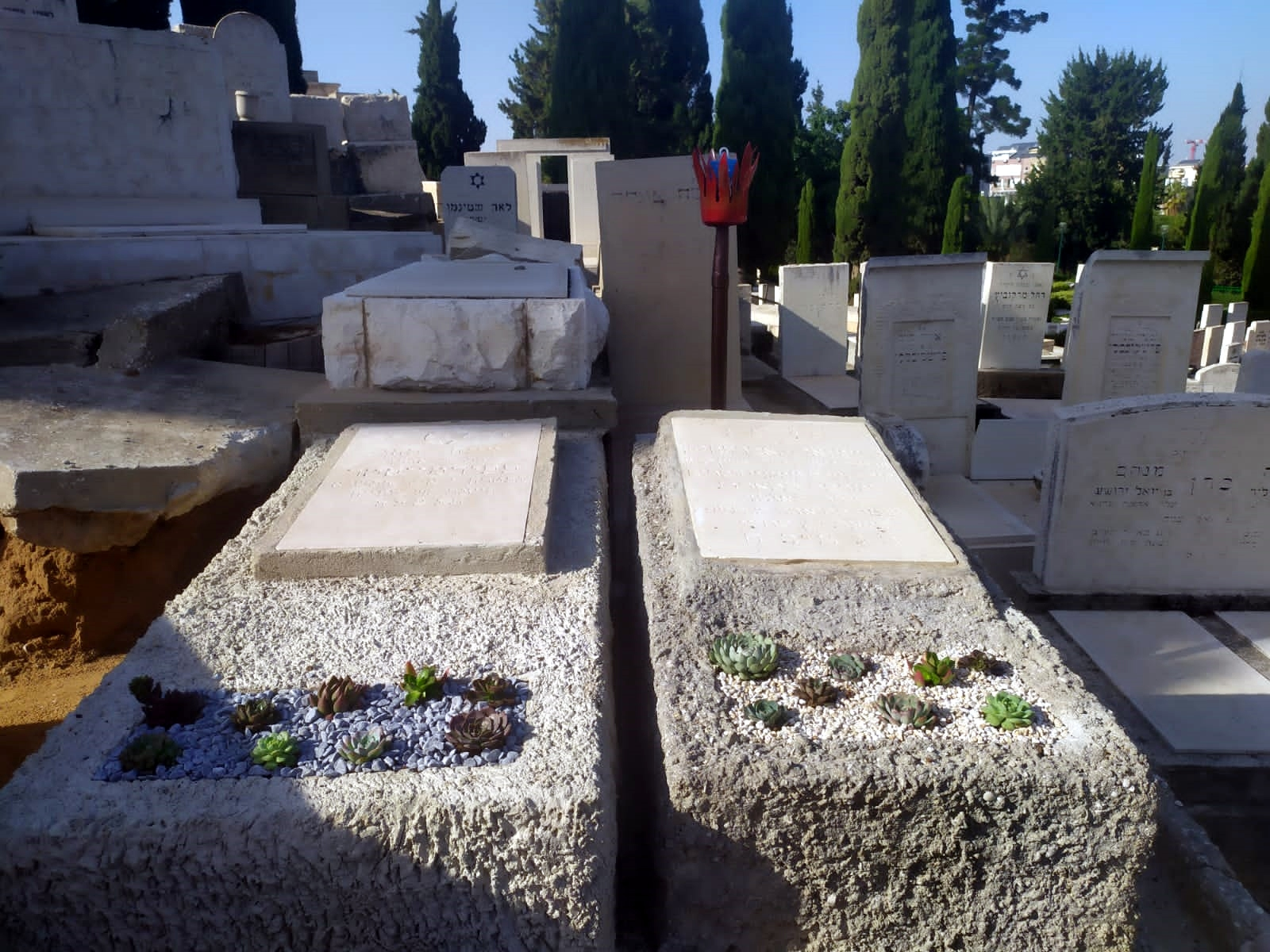
Tumba de Shmuel Cohen y su esposa después de la restauración por parte de la Sociedad Americana Judía para la Preservación Histórica.